# Campeonato Brasileiro de Futebol de 1994 - Série B
A Série B do Campeonato Brasileiro de Futebol de 1994, foi a 14.ª edição da competição de futebol realizada no Brasil, equivalente à segunda divisão. Foi disputada por 24 clubes, dos quais os dois finalistas subiram para a Série A de 1995 e dos quatro últimos colocados de cada grupo na primeira fase, dois foram rebaixados a Série C de 1995.
A região Nordeste foi a detentora do maior número de representantes na Série B, com oito equipes seguido da região Sudeste com sete clubes. As regiões Sul e Centro-Oeste contaram com quatro representantes cada, enquanto uma equipe paraense representou a região Norte.
Na fase semifinal, Esporte Clube Juventude e Goiás Esporte Clube garantiram o acesso à Série A de 1995. O Juventude venceu o Americano por 1–0 nas duas partidas (2–0 no placar agregado), encerrando assim um jejum de 15 anos sem jogar a principal divisão nacional. Na fase seguinte, o clube de Caxias do Sul foi campeão contra o Goiás também em duas partidas. Na ida, o Goiás venceu por 2–1 no estádio Serra Dourada. Na volta, no estádio Alfredo Jaconi, o Papo venceu também por 2–1 (3–3 no agregado). O clube gaúcho foi campeão por conta de ter tido a melhor campanha (ambos com 27 pontos e com 11 vitórias, mas o clube gaúcho tinha 13 gols de saldo, contra 12 do adversário).
Mesmo com o vice-campeonato, o Goiás foi a segunda equipe a assegurar o acesso, após eliminar a Desportiva na semifinal. Na ida, perdeu para o clube capixaba por 2–0 fora de casa, mas na volta, em Goiânia, o Esmeraldino também venceu por 2–0 (2–2 no agregado) e se classificou por ter tido a melhor campanha (o Goiás conseguiu até então 25 pontos enquanto a Desportiva conseguiu 23).
Fortaleza Esporte Clube e Grêmio Esportivo Tiradentes foram rebaixados para a Série C de 1995 pois dentre os últimos colocados de cada grupo na primeira fase, os dois clubes tiveram o pior índice técnico.

## Participantes
| Time                   | Cidade                | UF                        | Estádio                                   | Capacidade | Em 1993                                 |
| ---------------------- | --------------------- | ------------------------- | ----------------------------------------- | ---------- | --------------------------------------- |
| América-RN             | Natal                 | Rio Grande do Norte       | Estádio João Machado(Machadão)            | 50.000     | 1º - Grupo F1(Série C)                  |
| América-SJRP           | São José do Rio Preto | São Paulo                 | Estádio Benedito Teixeira                 | 32.0000    | 1º - Grupo A1(Série C)                  |
| Americano              | Campos dos Goytacazes | Rio de Janeiro            | Estádio Godofredo Cruz                    | 12.300     | 2º - Grupo B(Série C)                   |
| Atlético Paranaense    | Curitiba              | Paraná                    | Estádio Joaquim Américo Guimarães         | 20.000     | 29º(Série A)                            |
| Bangu                  | Rio de Janeiro        | Rio de Janeiro            | Estádio Moça Bonita                       | 10.000     | 1º - Grupo B(Série C)                   |
| Barra do Garças        | Barra do Garças       | Mato Grosso               | Estádio José Valeriano Costa              | 5.000      | 1º - Grupo D(Série C)                   |
| Ceará                  | Fortaleza             | Ceará                     | Estádio Presidente Vargas                 | 20.000     | 26º(Série A)                            |
| Central                | Caruaru               | Pernambuco                | Estádio Luiz José de Lacerda              | 18.000     | 1º - Grupo G1 (Série C)                 |
| Coritiba               | Curitiba              | Paraná                    | Estádio Couto Pereira                     | 40.000     | 27º(Série A)                            |
| CRB                    | Maceió                | Alagoas                   | Estádio Rei Pelé(Trapichão)               | 14.000     | 1º - Grupo F2(Série C)                  |
| Democrata-GV           | Governador Valadares  | Minas Gerais              | Estádio José Mammoud Abbas(Mamudão)       | 8.600      | 1º - Grupo H2(Série C)                  |
| Desportiva Ferroviária | Cariacica             | Espírito Santo (estado)   | Estádio Engenheiro Alencar Araripe        | 7.800      | 32º(Série A)                            |
| Fortaleza              | Fortaleza             | Ceará                     | Estádio Presidente Vargas                 | 20.000     | 31º(Série A)                            |
| Goiás                  | Goiânia               | Goiás                     | Estádio Serra Dourada                     | 50.000     | 30º(Série A)                            |
| Goiatuba               | Goiatuba              | Goiás                     | Estádio Municipal de Goiatuba             | 10.000     | 1º - Grupo H1(Série C)                  |
| Juventude              | Caxias do Sul         | Rio Grande do Sul         | Estádio Alfredo Jaconi                    | 19.900     | 1º - Grupo C1(Série C)                  |
| Londrina               | Londrina              | Paraná                    | Estádio do Café                           | 30.000     | 1º - Grupo C2(Série C)                  |
| Mogi Mirim             | Mogi Mirim            | São Paulo                 | Estádio Vail Chaves                       | 19.000     | Campeão - Torneio Ricardo Teixeira 1993 |
| Moto Club              | São Luís              | Maranhão                  | Estádio Governador João Castelo(Castelão) | 40.200     | 1º - Grupo E2                           |
| Ponte Preta            | Campinas              | São Paulo                 | Estádio Moisés Lucarelli                  | 18.000     | 1º - Grupo A2(Série C)                  |
| Santa Cruz             | Recife                | Pernambuco                | Estádio José do Rego Maciel(Arruda)       | 60.000     | 28º(Série A)                            |
| Sergipe                | Aracaju               | Sergipe                   | Estádio Estadual Lourival Baptista        | 15.000     | 1º - Grupo G2(Série C)                  |
| Tiradentes-DF          | Ceilândia             | Distrito Federal (Brasil) | Estádio Mané Garrincha                    | 40.000     | 1º - Grupo M(Série C)                   |
| Tuna Luso              | Belém                 | Pará                      | Estádio Francisco Vasques(Souza)          | 6.000      | 1º - Grupo E1(Série C)                  |

- Nota 1 - Com a promoção de boa parte de seus participantes em 1992 para a Série A, a Série B acabou não sendo realizada em 1993. A Confederação Brasileira de Futebol resolveu então realizar um Torneio Seletivo para a reformular e voltar a realiza-la em 1994.
- Nota 2 - O Mogi Mirim não jogou o Torneio Seletivo de 1993 (equivalente a Série C). O mesmo garantiu qualificação para disputar a Série B por ter vencido o Torneio Ricardo Teixeira.
- Nota 3 - O Democrata-GV ficou em segundo lugar no seu grupo da seletiva, assim não garantindo a vaga. Porem, com a punição de suspensão de dois anos imposta ao América-MG o clube foi convidado a disputar.

## Fórmula de disputa
- Primeira fase: Os 24 participantes são divididos em 4 grupos de 6 times. As equipes se enfrentam em turno e returno, classificando-se para segunda fase os 4 melhores colocados de cada grupo.
- Segunda fase: Os 16 classificados são divididos em 4 grupos de 4 times. As equipes se enfrentam mais uma vez em turno e returno. O melhor de cada grupo classifica-se para as semifinais.
- Semifinais: O campeão do grupo E enfrenta o campeão do grupo G em partidas de ida e volta, o mesmo ocorrendo com os campeões dos grupos F e H. Os vencedores desses comfrontos se classificam para as finais. Em caso de resultados iguais, a vantagem ficará com o time de melhor campanha no campeonato.
- Finais: Os dois vencedores das semifinais enfrentam-se em partidas de ida e volta. O vencedor do confronto será declarado campeão. Em caso de resultados iguais, o time de melhor campanha em todas as fases anteriores fica com o título.

## Primeira Fase
|  |                                           |
|  | Equipes classificadas para a segunda fase |
|  | Equipes eliminadas                        |

### Grupo A
| Time | Time             | P  | J  | V | E | D | GP | GC | SG  |
| ---- | ---------------- | -- | -- | - | - | - | -- | -- | --- |
| 1    | América de Natal | 13 | 10 | 4 | 5 | 1 | 16 | 12 | 4   |
| 2    | Tuna Luso        | 11 | 10 | 5 | 1 | 4 | 15 | 11 | 4   |
| 3    | Moto Club        | 10 | 10 | 4 | 2 | 4 | 12 | 16 | -4  |
| 4    | Ceará            | 10 | 10 | 3 | 4 | 3 | 16 | 12 | 4   |
| 5    | Central          | 10 | 10 | 3 | 4 | 3 | 18 | 16 | 2   |
| 6    | Fortaleza        | 6  | 10 | 1 | 4 | 5 | 9  | 19 | -10 |

### Grupo B
| Time | Time                   | P  | J  | V | E | D | GP | GC | SG |
| ---- | ---------------------- | -- | -- | - | - | - | -- | -- | -- |
| 1    | Desportiva Ferroviária | 13 | 10 | 5 | 3 | 2 | 9  | 7  | 2  |
| 2    | Sergipe                | 11 | 10 | 5 | 1 | 4 | 14 | 11 | 3  |
| 3    | Americano              | 11 | 10 | 4 | 3 | 3 | 7  | 8  | -1 |
| 4    | Santa Cruz             | 10 | 10 | 3 | 4 | 3 | 11 | 11 | 0  |
| 5    | Democrata GV           | 9  | 10 | 1 | 7 | 2 | 6  | 7  | -1 |
| 6    | CRB                    | 6  | 10 | 2 | 2 | 6 | 9  | 12 | -3 |

### Grupo C
| Time | Time                | P  | J  | V | E | D | GP | GC | SG |
| ---- | ------------------- | -- | -- | - | - | - | -- | -- | -- |
| 1    | Goiás               | 13 | 10 | 5 | 3 | 2 | 15 | 9  | 6  |
| 2    | Atlético Paranaense | 12 | 10 | 5 | 2 | 3 | 8  | 8  | 0  |
| 3    | Londrina            | 10 | 10 | 3 | 4 | 3 | 13 | 13 | 0  |
| 4    | Goiatuba            | 9  | 10 | 4 | 1 | 5 | 11 | 10 | 1  |
| 5    | América-SP          | 8  | 10 | 3 | 2 | 5 | 9  | 11 | -2 |
| 6    | Barra do Garças     | 8  | 10 | 3 | 2 | 5 | 7  | 12 | -5 |

### Grupo D
| Time | Time          | P  | J  | V | E | D | GP | GC | SG  |
| ---- | ------------- | -- | -- | - | - | - | -- | -- | --- |
| 1    | Ponte Preta   | 14 | 10 | 6 | 2 | 2 | 13 | 10 | 3   |
| 2    | Mogi Mirim    | 12 | 10 | 4 | 4 | 2 | 11 | 6  | 5   |
| 3    | Juventude     | 11 | 10 | 4 | 3 | 3 | 16 | 12 | 4   |
| 4    | Coritiba      | 11 | 10 | 4 | 3 | 3 | 12 | 8  | 4   |
| 5    | Bangu         | 7  | 10 | 2 | 3 | 5 | 10 | 12 | -2  |
| 6    | Tiradentes-DF | 5  | 10 | 2 | 1 | 7 | 6  | 20 | -14 |

## Segunda Fase
|  |                                        |
|  | Equipe classificada para as semifinais |
|  | Equipes eliminadas                     |

### Grupo E
| Time | Time                   | P  | J | V | E | D | GP | GC | SG |
| ---- | ---------------------- | -- | - | - | - | - | -- | -- | -- |
| 1    | Desportiva Ferroviária | 10 | 6 | 4 | 2 | 0 | 8  | 1  | 7  |
| 2    | América de Natal       | 7  | 6 | 3 | 1 | 2 | 7  | 5  | 2  |
| 3    | Moto Club              | 5  | 6 | 1 | 3 | 2 | 6  | 8  | -2 |
| 4    | Santa Cruz             | 2  | 6 | 0 | 2 | 4 | 6  | 13 | -7 |

### Grupo F
| Time | Time      | P | J | V | E | D | GP | GC | SG |
| ---- | --------- | - | - | - | - | - | -- | -- | -- |
| 1    | Americano | 8 | 6 | 3 | 2 | 1 | 8  | 3  | 5  |
| 2    | Ceará     | 7 | 6 | 3 | 1 | 2 | 13 | 9  | 4  |
| 3    | Sergipe   | 6 | 6 | 3 | 0 | 3 | 5  | 6  | -1 |
| 4    | Tuna Luso | 3 | 6 | 1 | 1 | 4 | 3  | 11 | -8 |

### Grupo G
| Time | Time       | P  | J | V | E | D | GP | GC | SG |
| ---- | ---------- | -- | - | - | - | - | -- | -- | -- |
| 1    | Goiás      | 10 | 6 | 4 | 2 | 0 | 9  | 3  | 6  |
| 2    | Mogi Mirim | 6  | 6 | 2 | 2 | 2 | 8  | 9  | -1 |
| 3    | Londrina   | 5  | 6 | 2 | 1 | 3 | 10 | 11 | -1 |
| 4    | Coritiba   | 3  | 6 | 1 | 1 | 4 | 8  | 12 | -4 |

### Grupo H
| Time | Time                | P  | J | V | E | D | GP | GC | SG |
| ---- | ------------------- | -- | - | - | - | - | -- | -- | -- |
| 1    | Juventude           | 10 | 6 | 4 | 2 | 0 | 15 | 8  | 7  |
| 2    | Atlético Paranaense | 7  | 6 | 3 | 1 | 2 | 14 | 11 | 3  |
| 3    | Goiatuba            | 4  | 6 | 1 | 2 | 3 | 5  | 10 | -5 |
| 4    | Ponte Preta         | 3  | 6 | 1 | 1 | 4 | 9  | 14 | -5 |

## Fase Final
|  | Semifinais | Semifinais             | Semifinais    | Semifinais |   |  | Finais | Finais | Finais | Finais |
|  |            |                        |               |            |   |  |        |        |        |        |
|  | 1º E       | Desportiva Ferroviária | 2             | 0          |   |  |        |        |        |        |
|  | 1º G       | Goiás(*)               | 0             | 2          |   |  |        |        |        |        |
|  |            |                        |               |            |   |  | Goiás  | 2      | 1      |        |
|  |            |                        | Juventude(**) | 1          | 2 |  |        |        |        |        |
|  | 1°F        | Americano              | 0             | 0          |   |  |        |        |        |        |
|  | 1º H       | Juventude              | 1             | 1          |   |  |        |        |        |        |

(*) Classificado às finais por ter melhor campanha no campeonato;

(**) Campeão por ter melhor campanha no campeonato.

## Classificação final
| Tabela de classificação | Tabela de classificação | Tabela de classificação | Tabela de classificação | Tabela de classificação | Tabela de classificação | Tabela de classificação | Tabela de classificação | Tabela de classificação | Tabela de classificação |
| Time | Time                    | PG                      | J                       | V                       | E                       | D                       | GP                      | GC                      | SG                      |
| --- | ----------------------- | ----------------------- | ----------------------- | ----------------------- | ----------------------- | ----------------------- | ----------------------- | ----------------------- | ----------------------- |
| 1 | Juventude               | 27                      | 20                      | 11                      | 5                       | 4                       | 36                      | 23                      | 13                      |
| 2 | Goiás                   | 27                      | 20                      | 11                      | 5                       | 4                       | 29                      | 17                      | 12                      |
| 3 | Desportiva Ferroviária  | 25                      | 18                      | 10                      | 5                       | 3                       | 19                      | 10                      | 9                       |
| 4 | Americano               | 19                      | 18                      | 7                       | 5                       | 6                       | 15                      | 13                      | 2                       |
| 5 | América de Natal        | 20                      | 16                      | 7                       | 6                       | 3                       | 23                      | 17                      | 6                       |
| 6 | Atlético Paranaense     | 19                      | 16                      | 8                       | 3                       | 5                       | 22                      | 19                      | 3                       |
| 7 | Mogi Mirim              | 18                      | 16                      | 6                       | 6                       | 4                       | 19                      | 15                      | 4                       |
| 8 | Sergipe                 | 17                      | 16                      | 8                       | 1                       | 7                       | 19                      | 17                      | 2                       |
| 9 | Ponte Preta             | 17                      | 16                      | 7                       | 3                       | 6                       | 22                      | 24                      | -2                      |
| 10 | Ceará                   | 17                      | 16                      | 6                       | 5                       | 5                       | 29                      | 21                      | 8                       |
| 11 | Londrina                | 15                      | 16                      | 5                       | 5                       | 6                       | 23                      | 24                      | -1                      |
| 12 | Moto Club               | 15                      | 16                      | 5                       | 5                       | 6                       | 18                      | 24                      | -6                      |
| 13 | Tuna Luso               | 14                      | 16                      | 6                       | 2                       | 8                       | 18                      | 22                      | -4                      |
| 14 | Coritiba                | 14                      | 16                      | 5                       | 4                       | 7                       | 20                      | 20                      | 0                       |
| 15 | Goiatuba                | 13                      | 16                      | 5                       | 3                       | 8                       | 16                      | 20                      | -4                      |
| 16 | Santa Cruz              | 12                      | 16                      | 3                       | 6                       | 7                       | 17                      | 24                      | -7                      |
| 17 | Central                 | 10                      | 10                      | 3                       | 4                       | 3                       | 18                      | 16                      | 2                       |
| 18 | Democrata GV            | 9                       | 10                      | 1                       | 7                       | 2                       | 6                       | 7                       | -1                      |
| 19 | América-SP              | 8                       | 10                      | 3                       | 2                       | 5                       | 9                       | 11                      | -2                      |
| 20 | Barra do Garças         | 8                       | 10                      | 3                       | 2                       | 5                       | 7                       | 12                      | -5                      |
| 21 | Bangu                   | 7                       | 10                      | 2                       | 3                       | 5                       | 10                      | 12                      | -2                      |
| 22 | CRB                     | 6                       | 10                      | 2                       | 2                       | 6                       | 9                       | 12                      | -3                      |
| 23 | Fortaleza               | 6                       | 10                      | 1                       | 4                       | 5                       | 9                       | 19                      | -10                     |
| 24 | Tiradentes-DF           | 5                       | 10                      | 2                       | 1                       | 7                       | 6                       | 20                      | -14                     |
| PG – Pontos ganhos; J – Jogos disputados; V - Vitórias; E - Empates; D - Derrotas; GP – Gols pró; GC – Gols contra; SG – Saldo de gols |                         |                         |                         |                         |                         |                         |                         |                         |                         |

Classificação
|  |                                                    |
|  | Campeão e classificado para a Série A em 1995      |
|  | Vice-campeão e classificado para a Série A em 1995 |
|  | Eliminado nas semifinais                           |
|  | Eliminado na segunda fase                          |
|  | Eliminado na primeira fase                         |
|  | Rebaixado para a Série C em 1995                   |

## Campeão
| Campeão Brasileiro de 1994 (Série B) |
| Rio Grande do Sul                    |
| ------------------------------------ |
| Esporte Clube Juventude 1º título    |